# Monte Matavanu
El Monte Matavanu es un volcán activo en la isla de Savai'i en Samoa.
El volcán situado al norte de la isla mantiene su actividad ya que su más reciente erupción tuvo lugar entre 1905 y 1911 y el flujo de lava se entendió hacia el mar y por las costas del distrito de  Gaga'emauga.
La erupción comenzó el 4 de agosto de 1905 y finalizó en noviembre del 1911.
La lava destruyó cinco ciudades en la zona noroeste de la isla entre  Samalae'ulu y Saleaula.Los campos de lava se pueden contemplar aún sobre todo en Saleaula y en el pueblo de Mauga donde las casas están situadas alrededor de un pequeño cráter volcánico.